# Methanomethylovorans
A Methanomethylovorans a Methanosarcinaceae családba tartozó Archaea nem. Az archeák – ősbaktériumok – egysejtű, sejtmag nélküli prokarióta szervezetek.

## Fordítás
- Ez a szócikk részben vagy egészben  a   Methanomethylovorans című angol Wikipédia-szócikk fordításán alapul.  Az eredeti cikk szerkesztőit annak laptörténete sorolja fel. Ez a jelzés csupán a megfogalmazás eredetét és a szerzői jogokat jelzi, nem szolgál a cikkben szereplő információk forrásmegjelöléseként.

### Tudományos folyóiratok
- Validation, list No 96: (2004). „Validation of publication of new names and new combinations previously effectively published outside the IJSEM”. Int. J. Syst. Evol. Microbiol. 54 (Pt 2), 307–308. o. DOI:10.1099/ijs.0.63178-0. PMID 15023937.
- Lomans BP (1999). „Isolation and Characterization of Methanomethylovorans hollandica gen. nov., sp. nov., Isolated from Freshwater Sediment, a Methylotrophic Methanogen Able To Grow on Dimethyl Sulfide and Methanethiol”. Appl. Environ. Microbiol. 65 (8), 3641–3650. o. PMID 10427061. PMC 91546.
- Springer E (1995). „Partial gene sequences for the A subunit of methyl-coenzyme M reductase (mcrI) as a phylogenetic tool for the family Methanosarcinaceae”. Int. J. Syst. Bacteriol. 45 (3), 554–559. o. DOI:10.1099/00207713-45-3-554. PMID 8590683.
- Sowers KR (1984). „Phylogenic relationships among the methylotrophic methane-producing bacteria and emendation of the family Methanosarcinaceae”. Int. J. Syst. Bacteriol. 34 (4), 444–450. o. DOI:10.1099/00207713-34-4-444.
- Balch WE (1979). „Methanogens: reevaluation of a unique biological group”. Microbiol. Rev. 43 (2), 260–296. o. PMID 390357. PMC 281474.

### Tudományos adatbázisok
- Methanomethylovorans PubMed hivatkozásai
- Methanomethylovorans PubMed Central hivatkozásai
- Methanomethylovorans Google Scholar hivatkozásai